# Liste der Baudenkmäler in Überruhr-Hinsel
Die Liste der Baudenkmäler in Überruhr-Hinsel enthält die denkmalgeschützten Bauwerke auf dem Gebiet von Essen-Überruhr-Hinsel, Stadtbezirk VIII, in Nordrhein-Westfalen (Stand: Oktober 2018). Diese Baudenkmäler sind in der Denkmalliste der Stadt Essen eingetragen; Grundlage für die Aufnahme ist das Denkmalschutzgesetz Nordrhein-Westfalen (DSchG NRW).

| Bild           | Bezeichnung                                  | Lage                                                                                   | Beschreibung | Bauzeit                                                        | Eingetragen seit  | Denkmal- nummer |
| -------------- | -------------------------------------------- | -------------------------------------------------------------------------------------- | --- | -------------------------------------------------------------- | ----------------- | --------------- |
| BW             | Schleusenwärterhaus und Schleuse Spillenburg | Gelände des Wasserwerks Essen-Überruhr. Zufahrt bei Langenberger Straße 304/306. Karte | um 1780 zusammen mit 15 weiteren Ruhrschleusen errichtet, als Friedrich der Große die Ruhrschifffahrt förderte; nicht öffentlich zugänglich | um 1780 (Schleuse), zweite Hälfte 19. Jahrhundert (Wärterhaus) | 6. Juli 2010      | 959             |
| weitere Bilder | Stephanuskirche (Überruhr-Hinsel)            | Langenberger Straße 434 Karte                                                          | Grundsteinlegung 30. Mai 1881, eingeweiht am 7. September 1882, Architekt: August Hartel                                                    | 1881                                                           | 23. November 1989 | 548             |